# Izborni sustav
Izborni sustav je skup pravila kojima se uređuje izborni postupak, sadrži modus u kojemu će birači izraziti svoju stranačku i/ili kandidatsku preferenciju u glasovima i glasove prevesti u mandate. Izborni sustavi uređuju taj proces utvrđivanjem podjele na izborne jedinice, izbornog nadmetanja, glasovanja i preračunavanja glasova. Izborni sustavi su dio izbornog prava.
Izborni sustavi imaju priznato značenje u političkom procesu tvorbe volje i u prijenosu političke vlasti. Oni oblikuju volju birača i rezultate izbora. Izborni sustavi utječu na formiranje i ponašanje stranačkih sustava.

## Sustav apsolutne većine
Sustav apsolutne većine sustav je u kojem kandidat mora dobiti strogu većinu glasova da bi bio izabran, iako je u nekim slučajevima u zadnjem krugu potrebno samo dobiti najveći broj glasova.
Dvije su glavne forme sustava apsolutne većine, prvi se bavi preferencijalnim glasovanjem, a drugi odlaskom na više krugova izbora dok se ne izabere većinski pobjednik. Sustavi apsolutne većine koriste se uglavnom kada je potrebno izabrati predsjedavajućeg jedne jedinice (poput odabira predsjednika, gradonačelnika ili župana).
Najčešći format ovog sustava je glasovanje s trenutačnim razrješenjem. Glasovanje s trenutačnim razrješenjem (eng. instant-runoff voting) glasovanje je u kojem se nakon prvog kruga izbora zbrajaju glasovi i glasovi onog kandidata s najmanjim brojem glasova dodaju se ostalim kandidatima po onome što je bilo izabrano na njegovim/njezinim glasačkim listićima birača pod brojem dva. Ovaj se algoritam ponavlja dok glasovi jednog kandidata ne prijeđu 50 posto, taj kandidat je zatim izabrani predstavnik naroda. Ako glasači nisu u potpunosti ispunili svoje preferencijalne glasačke listiće, moguće je da nijedan kandidat ne prijeđe potrebnih 50 posto, najčešće se u tom slučaju izabire onaj s najviše glasova. Glasovanje s trenutačnim razrješenjem nalazi se u izbornom zakonu Papue Nove Gvineje.
Sličan način ima i sustav modificiranog glasovanja s trenutačnim razrješenjem. U ovom sustavu jedina je razlika što je glasačima ograničen broj preferencijalnih glasova. U Šri Lanki, predsjednički izbori su ograničeni na tri preferencijalna glasa, što je dobar primjer modificiranog glasovanja s trenutačnim otjecanjem.
Drugi najčešći sustav je dvokružni sustav u kojem se u najčešće dva kruga izabire predstavnik naroda.  Nakon što se zbroje rezultati prvog kruga, otpadaju svi kandidati koji se ne nalaze na prva dva mjesta. Tada se u drugom krugu izabire između samo dva kandidata. Ovo je sustav koji se upotrebljava za predsjedničke izbore u 88 država svijeta, što ga čini vrlo poznatim sustavom glasovanja.

## Sustav relativne većine
Sustav relativne većine sustav je u kojem je potrebno za pobjedu dobiti samo veći broj glasova od svih drugih kandidata, ovo je najčešći oblik glasovanja za parlament jer ga koristi 58 država svijeta, a drugi najčešći oblik predsjedničkih izbora jer se koristi u 19 država svijeta.

## Razmjerni izborni sustav
Razmjerni sustav znači davanje mandata prema razmjeru glasova. Primjer razmjernog izbornog sustava je D'Hondtov sustav.

## Mješoviti izborni sustav
Preuzima pojedina obilježja većinskog i razmjernog izbornog sustava.

## Poveznice
- Izbori
- Izbori u Republici Hrvatskoj